# Hezychiusz
Hezychiusz – imię męskie pochodzenia greckiego, oznaczające „spokojny”. Wśród patronów tego imienia – Hezychiusz Antiocheński, męczennik (III-IV wiek).
Hezychiusz imieniny obchodzi 15 czerwca, 7 lipca, 3 października, 7 listopada, 18 listopada i 26 listopada.
Znane osoby o imieniu Hezychiusz:
- święci noszący to imię
- Hezychiusz z Aleksandrii
- Hezychiusz z Jerozolimy
- Hezychiusz z Egiptu
- Hezychiusz z Miletu
- Hezychiusz z Synaju
- Hezychiusz (Condogiannis)